# Zofia Hołub-Pacewiczowa
Zofia Jadwiga Hołub-Pacewiczowa ps. „Żuk” (ur. 12 marca 1893 w Pruchniku, zm. 20 marca 1979 w Londynie) – polska działaczka niepodległościowa, geografka, etnografka, nauczycielka szkół średnich, wykładowca uniwersytecki, narciarka.

## Życiorys
Urodziła się 12 marca 1893 w Pruchniku, w rodzinie Stanisława (1857–1939) notariusza, działacza kulturalnego i Wincentyny z Gidlewskich. Uczyła się w Gimnazjum im. Rudolfa w Brodach, gdzie w 1913 r. uzyskała z wyróżnieniem egzamin dojrzałości.
W 1918 uczestniczyła w obronie Lwowa w trakcie wojny polsko-ukraińskiej.
Studiowała początkowo na Uniwersytecie Wiedeńskim, a następnie na Uniwersytecie Jagiellońskim w Krakowie. Ukończyła studia w 1927 r., uzyskując doktorat z filozofii z zakresu geografii.
W 1922 r. wyszła za mąż za Kazimierza Pacewicza (1895–1974), oficera WP i malarza. Wybuch II wojny światowej zastał ją wraz z mężem w Paryżu. W 1940 przedostali się do Wielkiej Brytanii. Tam kontynuowała studia w London School of Economics and Political Science (1940–1943). Uczyła przez wiele lat w angielskich szkołach średnich. W latach 1946–1950 wykładała geografię na Wydziale Ekonomicznym Polish University College w Londynie. W 1951 r. została powołana na członka Polskiego Towarzystwa Naukowego na Obczyźnie. Pozostała na uchodźstwie z przyczyn politycznych. Po śmierci męża ofiarowała wiele jego obrazów do muzeów w Polsce. Pod koniec życia zamierzała wrócić do kraju, lecz zamiaru tego nie zrealizowała.

## Praca naukowa
Studia uzupełniające kontynuowała na uniwersytetach w Paryżu i Grenoble (1930–1939). W latach 1937–1940 była asystentką prof. É. de Martonne’a na Sorbonie w Paryżu. W latach międzywojennych prowadziła rozległe badania nad pasterstwem rejonów górskich, głównie w Tatrach, na Podtatrzu i w Niżnych Tatrach na Słowacji, a także w Alpach i Pirenejach. Jako geografka wzięła udział w szeroko zaplanowanych badaniach nad pasterstwem karpackim, zainicjowanych przez jej profesora, Ludomira Sawickiego. Jej terenem badań były Tatry wraz z Podtatrzem. W wyniku badań ogłosiła najpierw szereg prac wstępnych: Kilka słów o szałaśnictwie w Tatrach polskich („Przegląd Geograficzny” 2, 1920–21, druk 1922), Sprawozdanie z pracy nad szałaśnictwem w Tatrach („Wierchy” R. 4, 1926), Z badań nad pasterstwem karpackim i alpejskim (tamże R. 8, 1930) i in. Okres ten uwieńczyła obszerną pracą pt. Osadnictwo pasterskie i wędrówki w Tatrach i na Podtatrzu (Kraków 1931). Jest to w tej dziedzinie klasyczne dzieło, w dalszym ciągu uznawane za podstawę do wszelkich dalszych badań geograficznych, etnograficznych i historycznych nad pasterstwem tatrzańskim, a ze względu na bogactwo zawartych materiałów jest też przydatne w innych badaniach tego regionu.
Swoje badania Zofia Hołub-Pacewiczowa rozciągnęła następnie na sąsiedni region Tatr Niżnych i ogłosiła pierwsze gruntowne opracowania ich pasterstwa: Pastierstvo v Nízkych Tatrách („Sbor. Muz. Slov. Spol.” 27-28, 1933-34). Dalsze jej prace związane z pasterstwem górskim dotyczą Alp i Pirenejów oraz porównań kultury pasterskiej w różnych regionach (także w Tatrach), np. Sur la transformation de l’habitat temporaire en habitat permanent et de l’habitat permanent en habitat temporaire dans les montagnes du système alpin en Europe (w: „Résumés des Communications du Congrès Int. de Géogr., Varsovie 1934”), Przez Pireneje od morza do oceanu („Wierchy” 14, 1936, z porównaniem krajobrazu i kultury pasterskiej w Pirenejach i Tatrach), Sur les rapports entre les mouvements migratoires de la population d’une vallée alpine et la transformation du paysage pastoral-agricol pendant les cent dernières années (w: „Comptes rendus du Congrès Int. de Géogr., Amsterdam 1938”). Łącznie była autorką ponad 20 prac drukowanych.

## Narciarstwo i alpinizm
W młodości uprawiała wspinaczkę w skałkach podkrakowskich (m.in. w Dolinie Mnikowskiej) oraz w Tatrach, była również czynna jako narciarka (turystka i zawodniczka). Tuż po I wojnie światowej wstąpiła do Sekcji Narciarskiej AZS w Krakowie i na pierwszych narciarskich mistrzostwach Polski w 1920 r. została mistrzynią Polski w biegu kobiet. W latach 1919–1920 była sanitariuszką w Kompanii Wysokogórskiej i w tym czasie (w sierpniu 1919 r.) uczestniczyła w wyprawie ratunkowej TOPR-u w masyw Czerwonych Wierchów. Umiejętności taternickie przydawały jej się również w trakcie wypraw badawczych. M.in. podczas pobytu latem 1931 r. w Pirenejach zdobyła szczyty Pic du Canigou (2784 m n.p.m.) w Pirenejach Wschodnich oraz podjęła zaawansowaną próbę zdobycia Pic du Midi d’Ossau (2884 m n.p.m.) w Pirenejach Środkowych (nieudaną z powodu załamania pogody).

## Ordery i odznaczenia
- Krzyż Oficerski Orderu Odrodzenia Polski – 3 maja 1969 za zasługi położone dla Rzeczypospolitej Polskiej na polu nauki i szkolnictwa wyższego[6]
- Złoty Krzyż Zasługi - 1978[7]
- Krzyż Walecznych po raz pierwszy za służbę w POW w b. zaborze austriackim i b. okupacji austriackiej[8]
- Medal Niepodległości – 17 września 1932 „za pracę w dziele odzyskania niepodległości”[9][1]